# Marzahner Brücken
Die Marzahner Brücken sind ein mehrteiliges und vielfach aufgeständertes komplexes Straßen-Brückenbauwerk im Zuge der Landsberger Allee im Berliner Bezirk Marzahn-Hellersdorf. Sie überqueren in drei Bauabschnitten jeweils parallel nebeneinanderliegend zwei getrennte Gleisanlagen (Fernbahn und S-Bahn) mit einer dazwischen verlaufenden Gewerbestraße sowie die Märkische Allee, ein Teilstück der Bundesstraße 158.

## Errichtung und Konstruktionsbeschreibung
Die Bauzeit der Brücken fällt mit dem Beginn der Errichtung der Neubauviertel der Ortsteile Berlin-Marzahn und Berlin-Hellersdorf zusammen und liegt zwischen 1975 und 1977. Zuvor gab es eine niveaugleiche Bahnüberführung mit dem Berliner Außenring und der Wriezener Bahn, der entsprechende Straßenabschnitt hieß Berliner Chaussee.
Brückentechnisch ist der entstandene Bauwerkskomplex eine Mehrfeld-Spannbeton-Fertigteilkonstruktion als randträgerverstärktes Balkentragwerk. Die zwischen 37 und 39,70 Meter breiten Brücken bestehen aus einem kompakten westlichen Brückenteilstück und einem anschließenden in zwei getrennten Bauwerken verlaufenden östlichen Brückenteilstück. Die Brückenaufleger des westlichen Teilstücks sind 144 Meter lang, das mittlere Brückenpaar ist 113 Meter und das östliche Paar etwa 80 Meter lang. Zusammen mit den aufgeschütteten Straßendämmen entsteht ein mehr als 800 Meter langes Straßenstück. Die Brücken besitzen neben je einem Fuß-/Radweg mindestens zwei Fahrspuren pro Richtung, die autobahnähnlich an die Märkische Allee angeschlossen sind. Nördlich neben der westlichen Straßenbrücke verläuft eine Straßenbahnbrücke in Verantwortung der BVG, die von den Linien M6 und 16 befahren wird.
Mitte der 1990er-Jahre ließ der Senat von Berlin eine umfangreiche Sanierung der Straßenbrücken vornehmen. Unter Leitung des Bauingenieurs Gerald Hanisch führte die Kölner Spezialfirma vdw Gebrüder von den Wettern  Abdichtungen und Erneuerungen der Fahrbahnbeläge aus, die Betonschäden wurden beseitigt und konstruktive Ergänzungen vorgenommen. Ein witterungsbeständiger Oberflächenschutz schloss die Arbeiten ab, die insgesamt 5,8 Mill. DM kosteten.
Im Jahr 2007/2008 erfolgte am nordwestlichen Abschnitt der Marzahner Brücken der Anbau einer Verbindungsstraße für Radfahrer zum Georg-Knorr-Gewerbepark.

## Vorkommnisse
Im Februar 2009 rammte ein schwerer Lastkraftwagen eine auf der Brücke befindliche Straßenbahn, die aus ihren Gleisen geschoben wurde, Personen kamen nicht zu Schaden.

## In der Umgebung
- Theater 89 in der früheren Kantine des Berliner Bremsenwerkes[6]
- ORWO-Haus
- Die Pyramide (Hochhaus)
- S-Bahnhof Marzahn
- Eastgate Einkaufszentrum